# 비엔날레
비엔날레(이탈리아어: Biennale)는 2년마다 열리는 대규모 전시회이다. '비엔날레'는 이탈리아어로 '2년에 한 번'이라는 뜻으로, 1895년 시작된 베네치아 비엔날레가 유명세를 얻으면서 대규모 국제 전시회를 일컫는 말로 널리 쓰이게 되었다. 베네치아 비엔날레는 세계 각국의 비엔날레 중 가장 역사가 길고 그 권위를 인정받고 있으며, 세계 각국의 최신 미술 경향을 소개하는 장의 역할을 하고 있다. 한국에서는 1995년에 처음 열린 광주 비엔날레를 시작으로, 현대미술 전반을 비롯해 사진, 건축, 미디어아트 등에 초점을 맞추는 다양한 비엔날레가 개최되고 있다.

## 한국의 비엔날레
- 서울도시건축비엔날레
- 경기도자비엔날레
- 광주 비엔날레
- 대구 사진 비엔날레
- 미디어시티서울(구: 서울 국제 미디어아트 비엔날레)
- 부산 비엔날레
- 인천 여성미술 비엔날레
- 창원조각비엔날레
- 타이포잔치 국제 타이포그래피 비엔날레
- 청주 비엔날레
- 문예비엔날레 저작걸이전

## 세계의 비엔날레

### 아시아

#### 대만
- 타이페이 비엔날레

#### 러시아
- 모스크바 비엔날레
- 블라디보스토크 시각예술 비엔날레

#### 중국
- 베이징 비엔날레
- 바이시티 도시건축 비엔날레(UAAB)
- 상하이 비엔날레

#### 싱가포르
- 싱가포르 비엔날레

#### 아랍에미리트
- 샤르자 비엔날레

#### 이란
- 테헤란 국제 로밍 비엔날레

#### 이스라엘
- 바트얌 국제 도시건축 비엔날레
- 사크닌 지중해 비엔날레
- 예루살렘 비엔날레
- 헤르츨리야 현대미술 비엔날레

#### 인도
- 코치-무지리스 비엔날레

#### 인도네시아
- 욕야 비엔날레
- 자카르타 비엔날레

#### 일본
- 고베 비엔날레

#### 파키스탄
- 카라치 비엔날레

### 아프리카

#### 모로코
- 마라케시 국제 비엔날레

#### 말리
- 르콩트레 드 바마코(말리 아프리카 사진 비엔날레) 보관됨 2018-08-28 - 웨이백 머신

#### 튀니지
- 드림 시티

### 유럽의 비엔날레
- 마니페스타 유럽 현대미술 비엔날레

#### 그리스
- 미코노스 비엔날레

#### 노르웨이
- 스타방에르 스크린시티 비엔날레

#### 독일
- 베를린 비엔날레
- 뮌헨 비엔날레

#### 덴마크
- 코펜하겐 울트라컨템포러리 비엔날레

#### 루마니아
- 부쿠레슈티 비엔날레

#### 벨기에
- 코르트레이크 디자인 비엔날레

#### 스웨덴
- 예테보리 국제 현대미술 비엔날레

#### 아일랜드
- EVA 인터내셔널

#### 영국
- 리버풀 비엔날레

#### 오스트리아
- 오스트리아 조명예술 비엔날레

#### 이탈리아
- 베네치아 비엔날레
- 피렌체 비엔날레

#### 크로아티아
- 자그레브 음악 비엔날레

#### 키프로스
- 라르나카 비엔날레

#### 터키
- 이스탄불 비엔날레
- 차나칼레 비엔날레
- 콤마게네 대지와 강 아트 비엔날레(Commagene Land and River Art Biennial)

#### 폴란드
- 포즈난 미디에이션 비엔날레

#### 프랑스
- 파리 비엔날레
- 리옹 비엔날레
- 에스투아이레(Estuaire)

### 북아메리카의 비엔날레

#### 미국
- 아이오와 비엔날레
- 부시위크 비엔날레
- 프로스펙트 뉴올리언스(Prospect New Orleans)
- 하와이 예술가 비엔날레
- 휘트니 비엔날레

#### 캐나다
- 몬트리올 비엔날레
- 밴쿠버 비엔날레

#### 쿠바
- 아바나 비엔날레

#### 푸에르토리코
- 폰세 비엔날레

### 남아메리카의 비엔날레

#### 브라질
- 상파울루 비엔날레

### 오스트레일리아의 비엔날레

#### 뉴질랜드
- 크라이스트처치 비엔날레

#### 호주
- 멜버른 국제 비엔날레
- 시드니 비엔날레

## 같이 보기
- 트리엔날레